# Concurso de arquitectura
Un concurso de arquitectura es un tipo de competición en la que una organización o institución que piensa construir un nuevo edificio invita a los arquitectos a que propongan diseños. Usualmente, el diseño ganador es seleccionado por un jurado independiente de profesionales del diseño y partes interesadas (como representantes del gobierno o la localidad). Este procedimiento se usa para generar nuevas ideas para el diseño del edificio, estimular el debate público, generar publicidad al proyecto y permitir a los nuevos diseñadores una oportunidad de ganar protagonismo. Los concursos de arquitectura se usan a menudo para adjudicar contratos de edificios públicos: en algunos países las normas de adjudicación de contratos de edificios públicos estipulan alguna forma de concurso de arquitectura abierto obligatorio.
Ganar el primer premio en un concurso no garantiza que se construya ese proyecto. El organizador tiene a menudo derecho de veto sobre el diseño ganador y tanto los requisitos como las finanzas pueden cambiar, modificando la intención original. El concurso de diseño del World Trade Center de 2002 es un ejemplo de un concurso muy publicitado donde en el proyecto final solo aparecieron los elementos básicos del diseño ganador de Daniel Libeskind.

## Historia
Los concursos de arquitectura tienen una historia de más de 2500 años. La Acrópolis de Atenas fue resultado de un concurso, como varias catedrales de la Edad Media. En el Renacimiento, muchos proyectos de la Iglesia se decidieron mediante un concurso de arquitectura, por ejemplo la escalinata de la Piazza di Spagna en Roma o la cúpula de la Catedral de Florencia, que ganó Filippo Brunelleschi. A finales del siglo XVIII se realizaron concursos abiertos en varios países, como Estados Unidos, el Reino Unido, Irlanda, Francia y Suecia.

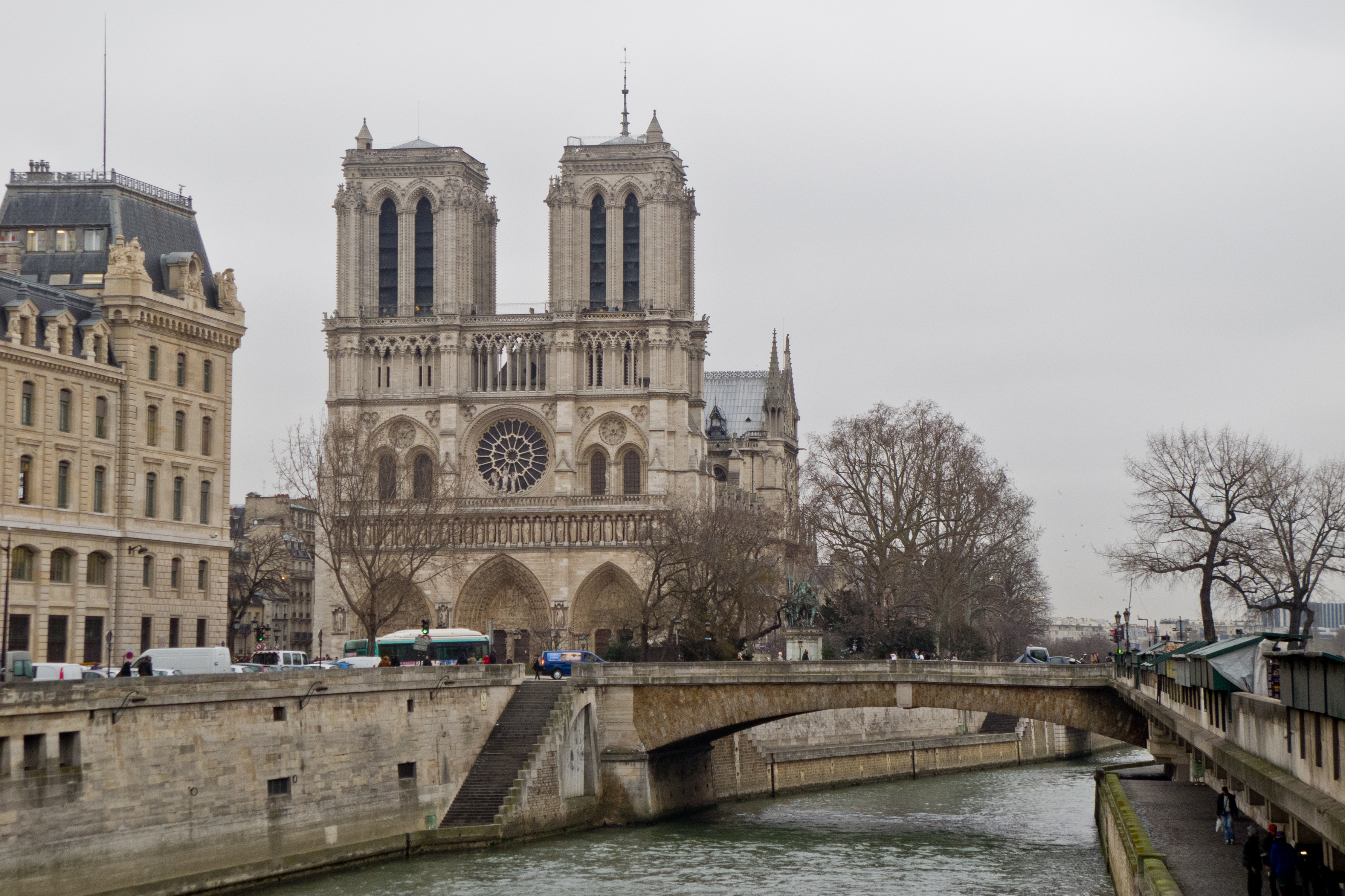
Alrededores de la Catedral de Notre Dame en París.

En el siglo XIX hubo más de 2500 concursos en Inglaterra e Irlanda en cinco décadas, con 362 solo en Londres. El Real Instituto de Arquitectos Británicos elaboró unas primeras normas en 1839 y una regulación formal en 1872. Las regulaciones de Alemania se introdujeron en 1867. En la misma época, en los Países Bajos una asociación para el avance de la arquitectura (Maatschappij tot Bevordering van de Bouwkunst) comenzó a organizar concursos conceptuales con el objetivo de estimular la creatividad de los arquitectos.
En el año 2021, se lanzó un concurso para la remodelación de los alrededores de la Catedral de Notre Dame en París, catedral gótica conferida como Patrimonio de la Humanidad por la Unesco. Con una construcción estimada hacia el 2024, el concurso proponía la proyección de la explanada de la catedral y espacios linderos a la misma.

## Tipos de concursos
Hay varios tipos de concursos debido a la combinación de las siguientes opciones:
- Concursos abiertos (internacionales, nacionales o regionales) o concursos limitados, seleccionados o "no abiertos", dependiendo de quién puede participar, a veces precedidos por un proceso abierto de clasificación;
- Concursos de proyectos o de Ideas, dependiendo de si el objetivo es construir el proyecto o solo generar nuevas ideas;
- Concursos de una fase o dos fases, dependiendo de la escala y complejidad del concurso;
- Procedimientos anónimos o cooperativos;
- Concursos de arquitectura de estudiantes;
- Concursos públicos, convocados por la administración pública, o privados, convocados por entidades o promotores privados[7][8]

## Reglas y directrices
Las reglas de cada concurso las define el organizador. Sin embargo, a menudo siguen las directrices recomendadas por la Unión Internacional de Arquitectos, o la organización de arquitectos nacional o regional. Las directrices definen los papeles, responsabilidades, procesos y procedimientos de un concurso y orientan sobre los posibles tipos de competiciones, criterios de admisión, composición del jurado, condiciones de participación, pagos, premios, publicación de los resultados y otros aspectos.
En Francia los concursos de arquitectura son obligatorios para todos los edificios públicos que superan un coste determinado.

## Concursos de arquitectura internacionales más importantes
Los concursos de arquitectura más importantes son los que están abiertos a nivel internacional, atraen un gran número de propuestas y se construye el diseño ganador.
| Nombre                           | Localización | Año  | Ganador(es)                                 | Propuestas |
| -------------------------------- | ------------ | ---- | ------------------------------------------- | ---------- |
| GeoCenter Møns Klint             | Isla Møn     | 2002 | PLH Architects                              | 292        |
| Federation Square                | Melbourne    | 1997 | Lab Architecture Studio                     | 177        |
| Millennium Bridge                | Londres      | 1996 | Norman Foster, Sir Anthony Caro, y Ove Arup | 200        |
| Felix Nussbaum Museum            | Osnabrück    | 1995 | Daniel Libeskind                            | 296        |
| Biblioteca Real de Dinamarca     | Copenhague   | 1993 | Schmidt Hammer Lassen                       | 179        |
| Kiasma Contemporary Art Museum   | Helsinki     | 1992 | Steven Holl                                 | 516        |
| Austrian Cultural Forum          | Nueva York   | 1992 | Raimund Abraham                             | 226        |
| Museo Judío                      | Berlín       | 1989 | Daniel Libeskind                            | 165        |
| Bibliotheca Alexandrina          | Alejandría   | 1989 | Snøhetta                                    | 523        |
| Bibliothèque Nationale de France | París        | 1989 | Dominique Perrault                          | 244        |
| Tokyo International Forum        | Tokio        | 1987 | Rafael Viñoly                               | 395        |
| Ópera de la Bastilla             | París        | 1983 | Carlos Ott                                  | 750        |
| La Grande Arche de la Défense    | París        | 1982 | Johan Otto von Spreckelsen                  | 420        |
| Parc de la Villette              | París        | 1982 | Bernard Tschumi                             | 471        |
| Parliament House of Australia    | Canberra     | 1979 | Romaldo Giurgola                            | 329        |
| Centre Georges Pompidou          | París        | 1971 | Renzo Piano y Richard Rogers                | 681        |
| Ayuntamiento de Toronto          | Toronto      | 1956 | Viljo Revell                                | 500        |
| Ópera de Sídney                  | Sídney       | 1955 | Jørn Utzon                                  | 233        |
| ANZAC War Memorial               | Sídney       | 1929 | Charles Bruce Dellit                        | 117        |
| Tribune Tower                    | Chicago      | 1922 | John Mead Howells y Raymond Hood            | 260        |
| Houses of Parliament             | Londres      | 1835 | Charles Barry                               | 98         |

## Más información
- De Jong, Cees and Mattie, Erik: Architectural Competitions 1792-1949, Taschen, 1997, ISBN 3-8228-8599-1
- Chupin, Jean-Pierre, Carmela Cucuzzella and Bechara Helal, eds. Architecture Competitions and the Production of Culture, Quality and Knowledge: An International Inquiry. Montreal: Potential Architecture Books, 2015, p.404. ISBN 978-0-9921317-0-8
- Hossbach, Benjamin and Lehmhaus, Christian (Eds.): The Architecture of Competitions 1998-2005 Dom Publishers, Berlín, 2005. ISBN 3-938666-14-5